# Horisme vitalbata
Horisme vitalbata là một loài bướm đêm thuộc họ Geometridae. The species occurs ở châu Âu.
Sải cánh dài 30–35 mm. Chiều dài cánh trước là 15–17 mm. Con trưởng thành bay làm hai đợt từ tháng 5 đến tháng 6 và một lần nữa vào tháng 8.
Ấu trùng ăn Clematis vitalba.

## Hình ảnh

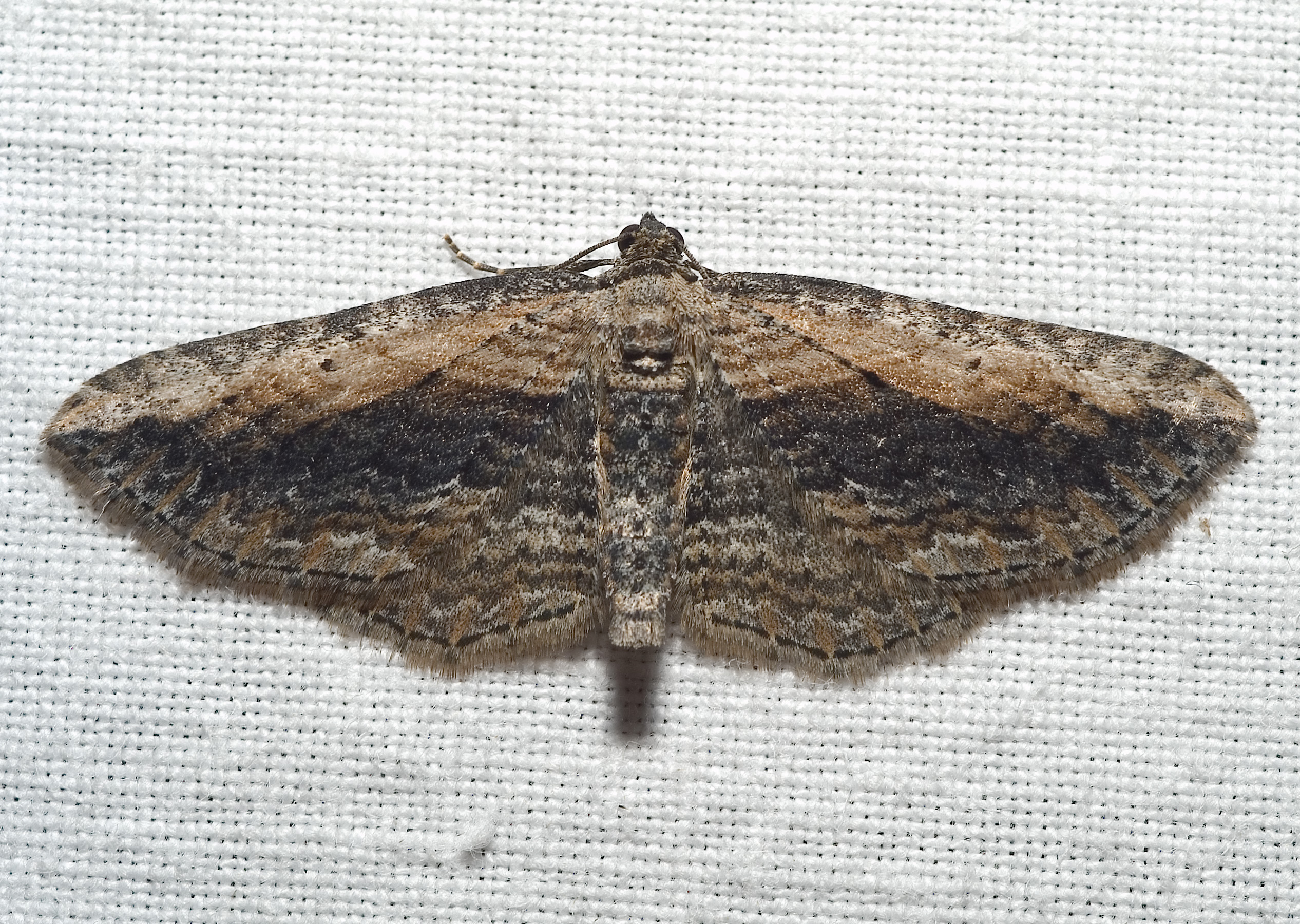
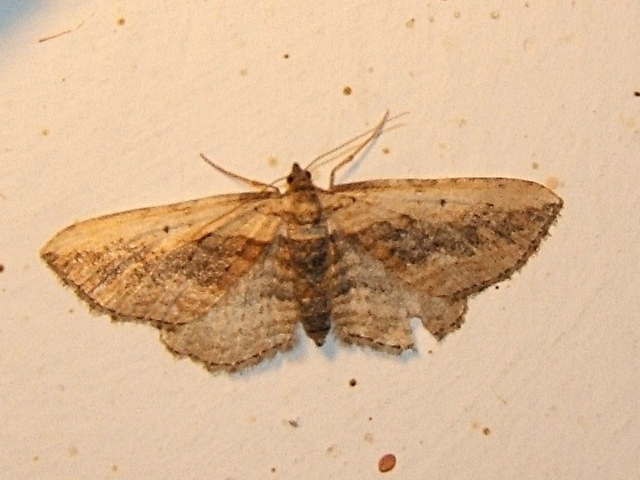
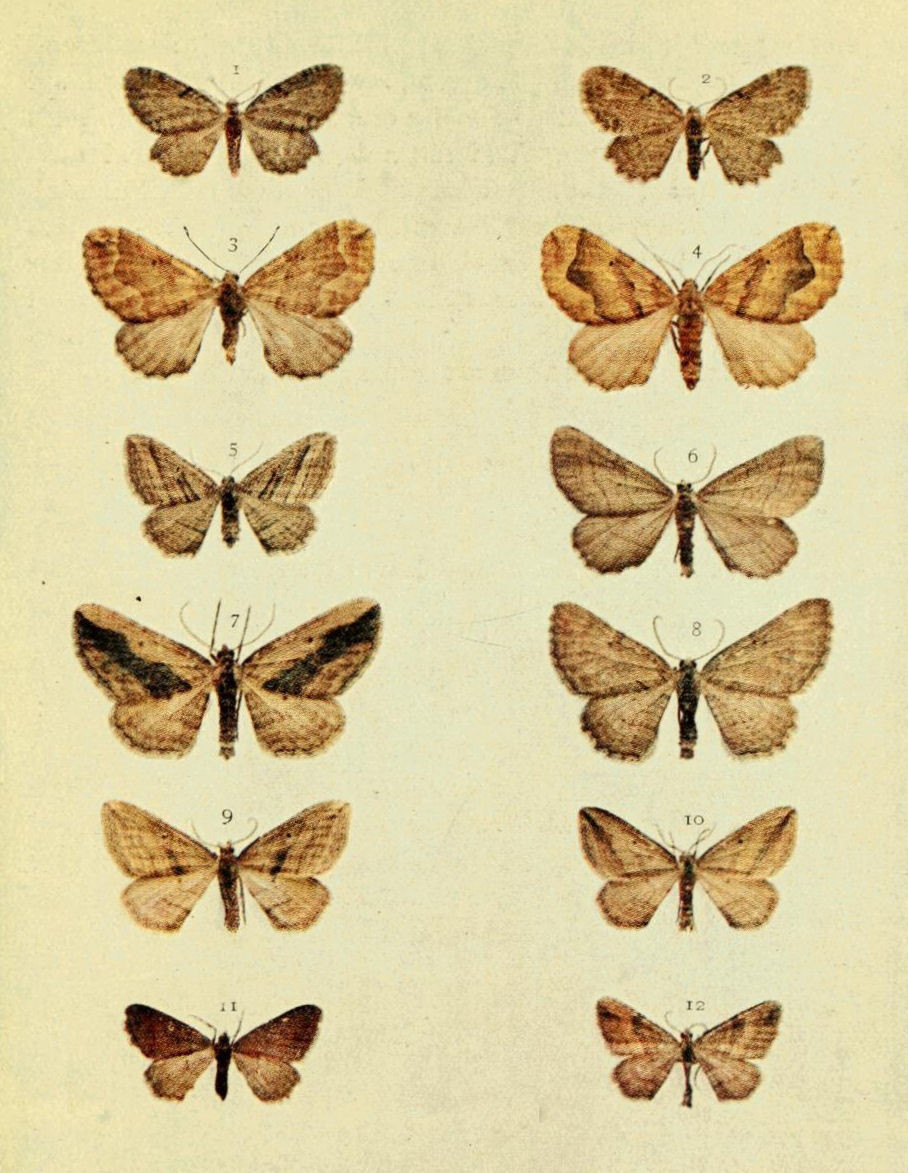